# Абделькарім Хассан
Абделькарім Хассан (араб. عبد الكريم حسن, нар. 28 серпня 1993, Доха) — катарський футболіст, лівий захисник клубу «Аль-Садд» та національної збірної Катару, у складі якої — володар Кубка Азії 2019 року. Футболіст року в Азії (2018).

## Клубна кар'єра
Народився 28 серпня 1993 року в місті Доха. Вихованець футбольної школи клубу «Аль-Садд», за першу команду якого став грати з 2010 року. У складі рідної команди став чемпіоном Катару в сезоні 2012/13, виграв Лігу чемпіонів АФК 2011 та Кубок Катару в 2014 році, а також ставав бронзовим призером клубного чемпіонату світу 2011 року, а сам Абделькарім був визнаний найкращим молодим гравцем чемпіонату Катару 2011/12 і за сім сезонів взяв участь у 99 матчах чемпіонату.
В червні 2017 році на правах оренди перейшов у бельгійський «Ейпен». У цій команді до кінця року зіграв 10 ігор у Суперлізі і забив один гол, 4 листопада у ворота «Сент-Трюйдена», допомігши команді домогтися нічиєї.
На початку 2018 року повернувся в «Аль-Садд» і того ж року виграв титул найкращого футболіста Азії. Станом на 13 січня 2019 року відіграв за катарську команду 17 матчів в національному чемпіонаті.

## Виступи за збірні
Протягом 2010—2016 років залучався до складу молодіжної збірної Катару. З командою до 19 років у 2014 році виграв юнацький кубок Азії. Всього на молодіжному рівні зіграв у 22 офіційних матчах, забив 4 голи.
18 листопада 2010 року дебютував в офіційних матчах у складі національної збірної Катару в товариській грі проти Гаїті.
У 2015 році був у складі збірної Катару на Кубку Азії 2015 року в Австралії. На турнірі зіграв проти Ірану і ОАЕ.
У грудні 2018 року був включений в заявку на Кубок Азії 2019 року в ОАЕ. 13 січня у другому матчі групового етапу проти КНДР відзначився голом на 68 хвилині гри, встановивши остаточний рахунок 6:0. Загалом був серед основних захисників команди на турнірі, на якому протягом перших шести ігор захист катарців не пропустив жодного гола, а перший і єдиний гол у їх ворота був забитий лише у фінальній грі, що, утім, не завадило Катару здолати збірну Японії з рахунком 3:1 і здобути перший в його історії титул чемпіонів Азії.

## Титули і досягнення

### Клубні
- Чемпіон Катару (4): 2012-13, 2018-19, 2020-21, 2021-22
- Володар Кубка Еміра Катару (5): 2014, 2015, 2017, 2020, 2021
- Володар Кубка наслідного принца Катару (3): 2017, 2020, 2021
- Володар Кубка шейха Яссіма (3): 2014, 2017, 2019
- Володар Кубка зірок Катару (2): 2010, 2019-20
- Переможець Ліги чемпіонів АФК (1): 2011

### Збірні
- Переможець Чемпіонату Західної Азії: 2013
- Переможець Кубка націй Перської затоки: 2014
- Володар Кубка Азії з футболу: 2019

### Особисті
- Футболіст року в Азії: 2018

| Дата       | Місто             | Господарі         | Результат | Гості              | Турнір                                    | Голи | Примітки  |
| ---------- | ----------------- | ----------------- | --------- | ------------------ | ----------------------------------------- | ---- | --------- |
| 18-11-2010 | Доха              | Катар             | 0 – 1     | Гаїті              | товариський матч                          | -    | 75'       |
| 31-1-2013  | Доха              | Катар             | 1 – 0     | Ліван              | товариський матч                          | 1    |           |
| 6-2-2013   | Доха              | Катар             | 2 – 0     | Малайзія           | Відбір до Кубка Азії 2015                 | -    | 46'       |
| 7-3-2013   | Ер-Райян          | Катар             | 3 – 1     | Єгипет             | товариський матч                          | 1    |           |
| 17-3-2013  | Доха              | Катар             | 1 – 0     | Таїланд            | товариський матч                          | -    | Замінений |
| 22-3-2013  | Ріффа             | Бахрейн           | 1 – 0     | Катар              | Відбір до Кубка Азії 2015                 | -    |           |
| 26-3-2013  | Сеул              | Південна Корея    | 2 – 1     | Катар              | Відбір до ЧС 2014                         | -    | 74'       |
| 17-4-2013  | Доха              | Катар             | 2 – 0     | Палестина          | товариський матч                          | -    | 46'       |
| 24-5-2013  | Доха              | Катар             | 3 – 1     | Латвія             | товариський матч                          | -    |           |
| 29-5-2013  | Доха              | Катар             | 1 – 1     | Азербайджан        | товариський матч                          | -    |           |
| 4-6-2013   | Доха              | Катар             | 0 – 1     | Іран               | Відбір до ЧС 2014                         | -    | 67'       |
| 11-6-2013  | Доха              | Катар             | 0 – 0     | Північна Корея     | товариський матч                          | -    | 46'       |
| 18-6-2013  | Ташкент           | Узбекистан        | 5 – 1     | Катар              | Відбір до ЧС 2014                         | -    |           |
| 5-9-2013   | Доха              | Катар             | 3 – 0     | Маврикій           | товариський матч                          | -    | 46'       |
| 9-9-2013   | Доха              | Катар             | 1 – 1     | Ліван              | товариський матч                          | -    | 80'       |
| 10-9-2013  | Доха              | Катар             | 1 – 2     | В'єтнам            | товариський матч                          | -    | 46'       |
| 13-10-2013 | Доха              | Катар             | 6 – 0     | Ємен               | Відбір до Кубка Азії 2015                 | -    |           |
| 15-11-2013 | Аль-Айн           | Ємен              | 1 – 4     | Катар              | Відбір до Кубка Азії 2015                 | 1    | 21'       |
| 19-11-2013 | Ріффа             | Малайзія          | 0 – 1     | Катар              | Відбір до Кубка Азії 2015                 | -    |           |
| 21-12-2013 | Доха              | Катар             | 1 – 1     | Бахрейн            | товариський матч                          | -    | 77'       |
| 31-12-2013 | Доха              | Катар             | 4 – 1     | Саудівська Аравія  | Чемпіонат Федерації футболу Західної Азії | -    | 75'       |
| 7-1-2014   | Доха              | Катар             | 2 – 0     | Йорданія           | Чемпіонат Федерації футболу Західної Азії | -    | 84'       |
| 5-3-2014   | Доха              | Катар             | 0 – 0     | Бахрейн            | Відбір до Кубка Азії 2015                 | -    |           |
| 30-5-2014  | Рієті             | Катар             | 0 – 0     | Північна Македонія | товариський матч                          | -    | 46'       |
| 14-7-2014  | Ель-Вакра         | Катар             | 2 – 2     | Індонезія          | товариський матч                          | -    | 46'       |
| 3-9-2014   | Касабланка        | Марокко           | 0 – 0     | Катар              | товариський матч                          | -    |           |
| 6-10-2014  | Доха              | Катар             | 3 – 0     | Узбекистан         | товариський матч                          | -    | 84'       |
| 14-10-2014 | Доха              | Катар             | 1 – 0     | Австралія          | товариський матч                          | -    |           |
| 6-11-2014  | Доха              | Катар             | 3 – 1     | Північна Корея     | товариський матч                          | 1    |           |
| 13-11-2014 | Ер-Ріяд           | Саудівська Аравія | 1 – 1     | Катар              | Кубок націй Перської затоки - 1-й етап    | -    |           |
| 16-11-2014 | Ер-Ріяд           | Ємен              | 0 – 0     | Катар              | Кубок націй Перської затоки - 1-й етап    | -    |           |
| 19-11-2014 | Джидда            | Бахрейн           | 0 – 0     | Катар              | Кубок націй Перської затоки - 1-й етап    | -    |           |
| 23-11-2014 | Ер-Ріяд           | Оман              | 1 – 3     | Катар              | Кубок націй Перської затоки - півфінал    | -    | 56'       |
| 26-11-2014 | Ер-Ріяд           | Саудівська Аравія | 1 – 2     | Катар              | Кубок націй Перської затоки - фінал       | -    | 70'       |
| 27-12-2014 | Доха              | Катар             | 3 – 0     | Естонія            | товариський матч                          | 1    | 69'       |
| 31-12-2014 | Канберра          | Катар             | 2 – 2     | Оман               | товариський матч                          | -    | 70'       |
| 11-1-2015  | Канберра          | ОАЕ               | 4 – 1     | Катар              | Кубок Азії 2015 - 1-й етап                | -    |           |
| 15-1-2015  | Сідней            | Катар             | 0 – 1     | Іран               | Кубок Азії 2015 - 1-й етап                | -    |           |
| 26-3-2015  | Доха              | Катар             | 1 – 0     | Алжир              | товариський матч                          | -    | 67'       |
| 30-3-2015  | Доха              | Катар             | 1 – 0     | Словенія           | товариський матч                          | 1    | 72'       |
| 31-5-2015  | Кру               | Північна Ірландія | 1 – 1     | Катар              | товариський матч                          | -    | 56'       |
| 5-6-2015   | Единбург          | Шотландія         | 1 – 0     | Катар              | товариський матч                          | -    |           |
| 11-6-2015  | Мале              | Мальдіви          | 0 – 1     | Катар              | Відбір до ЧС 2018                         | -    | 78'       |
| 28-8-2015  | Доха              | Катар             | 4 – 0     | Сінгапур           | товариський матч                          | -    |           |
| 3-9-2015   | Доха              | Катар             | 15 – 0    | Бутан              | Відбір до ЧС 2018                         | -    | 56'       |
| 8-9-2015   | Гонконг           | Гонконг           | 2 – 3     | Катар              | Відбір до ЧС 2018                         | 1    |           |
| 8-10-2015  | Доха              | Катар             | 1 – 0     | КНР                | Відбір до ЧС 2018                         | -    |           |
| 13-10-2015 | Доха              | Катар             | 4 – 0     | Мальдіви           | Відбір до ЧС 2018                         | -    |           |
| 13-11-2015 | Доха              | Катар             | 1 – 2     | Туреччина          | товариський матч                          | -    | 84'       |
| 17-11-2015 | Тхімпху           | Бутан             | 0 – 3     | Катар              | Відбір до ЧС 2018                         | -    |           |
| 24-3-2016  | Доха              | Катар             | 2 – 0     | Гонконг            | Відбір до ЧС 2018                         | -    |           |
| 29-5-2016  | Хартберг          | Албанія           | 3 – 1     | Катар              | товариський матч                          | 1    |           |
| 8-8-2016   | Доха              | Катар             | 2 – 1     | Ірак               | товариський матч                          | -    | 46'       |
| 18-8-2016  | Цюрих             | Йорданія          | 2 – 3     | Катар              | товариський матч                          | -    | 46'       |
| 25-8-2016  | Доха              | Катар             | 3 – 0     | Таїланд            | товариський матч                          | -    |           |
| 1-9-2016   | Тегеран           | Іран              | 2 – 0     | Катар              | Відбір до ЧС 2018                         | -    |           |
| 6-9-2016   | Доха              | Катар             | 0 – 1     | Узбекистан         | Відбір до ЧС 2018                         | -    | 81'       |
| 29-9-2016  | Доха              | Катар             | 3 – 0     | Сербія             | товариський матч                          | -    | 64'       |
| 6-10-2016  | Сувон             | Південна Корея    | 3 – 2     | Катар              | Відбір до ЧС 2018                         | -    | 64'       |
| 6-6-2017   | Доха              | Катар             | 2 – 2     | Північна Корея     | товариський матч                          | 1    | 46'       |
| 13-6-2017  | Доха              | Катар             | 3 – 2     | Південна Корея     | Відбір до ЧС 2018                         | -    | 62'       |
| 16-8-2017  | Бертон-апон-Трент | Андорра           | 0 – 1     | Катар              | товариський матч                          | -    |           |
| 23-8-2017  | Доха              | Катар             | 2 – 1     | Туркменістан       | товариський матч                          | -    | 58'       |
| 31-8-2017  | Малакка           | Сирія             | 3 – 1     | Катар              | Відбір до ЧС 2018                         | -    | 26'       |
| 5-9-2017   | Доха              | Катар             | 1 – 2     | КНР                | Відбір до ЧС 2018                         | -    | 90'       |
| 11-11-2017 | Доха              | Катар             | 0 – 1     | Чехія              | товариський матч                          | -    | 67'       |
| 14-11-2017 | Доха              | Катар             | 1 – 1     | Ісландія           | товариський матч                          | -    |           |
| 26-12-2017 | Ель-Кувейт        | Ірак              | 2 – 1     | Катар              | Кубок націй Перської затоки - 1-й етап    | -    |           |
| 21-3-2018  | Басра             | Ірак              | 2 – 3     | Катар              | товариський матч                          | -    |           |
| 24-3-2018  | Басра             | Катар             | 2 – 2     | Сирія              | товариський матч                          | -    |           |
| 7-9-2018   | Доха              | Катар             | 1 – 0     | КНР                | товариський матч                          | -    |           |
| 12-10-2018 | Доха              | Катар             | 4 – 3     | Еквадор            | товариський матч                          | -    | 80'       |
| 14-11-2018 | Лугано            | Швейцарія         | 0 – 1     | Катар              | товариський матч                          | -    | 90+1'     |
| 19-11-2018 | Ойпен             | Ісландія          | 2 – 2     | Катар              | товариський матч                          | -    |           |
| 09-01-2019 | Аль-Айн           | Катар             | 2 – 0     | Ліван              | Кубок Азії 2019 - 1-й етап                | -    | 62'       |
| 13-01-2019 | Аль-Айн           | Північна Корея    | 0 – 6     | Катар              | Кубок Азії 2019 - 1-й етап                | 1    | 7' 81'    |
| 17-01-2019 | Абу-Дабі          | Саудівська Аравія | 0 – 2     | Катар              | Кубок Азії 2019 - 1-й етап                | -    |           |
| 22-01-2019 | Абу-Дабі          | Катар             | 1 – 0     | Ірак               | Кубок Азії 2019 - 1/8 фіналу              | -    |           |
| 29-01-2019 | Абу-Дабі          | Катар             | 4 – 0     | ОАЕ                | Кубок Азії 2019 - півфінал                | -    |           |
| 01-02-2019 | Абу-Дабі          | Японія            | 1 – 3     | Катар              | Кубок Азії 2019 - Фінал                   | -    |           |
| Усього     |                   | Матчів            | 80        |                    | Голів                                     | 10   |           |